# Assunta De Rossi
Assunta De Rossi, pseudonimo di Maria Assunta Tiotangco Schiavone (Lecce, 19 febbraio 1981), è un'attrice filippina.
Debutta da adolescente nel celebre varietà filippino That's Entertainment, grazie al quale acquisisce subito discreta notorietà. Nel 2001 il suo ruolo di Vanessa nel lungometraggio Hubog le vale i premi Gawad Urian e Metro Manila Film Festival come miglior attrice protagonista. Una serie di pellicole agli inizi degli anni duemila la rendono per un breve periodo tra le principali esponenti del genere erotico filippino, immagine dalla quale poi l'attrice si allontana con la partecipazione in numerose serie televisive.
È sorella maggiore di Alessandra, anch'essa attiva nel mondo del cinema e della televisione.

## Biografia
Maria Assunta Tiotangco Schiavone nasce a Lecce, figlia del salentino Luigi Schiavone e della filippina Nenita Tiotangco. Oltre ad Assunta dalla coppia nascono le figlie Isabel, Margherita ed Alessandra. Da adolescente si trasferisce nelle Filippine, dove inizia più tardi la carriera di attrice.
L'ingresso nel mondo televisivo avviene nel 1995 con la partecipazione nel celebre varietà di Germán Moreno That's Entertainment, nel quale utilizza il nome Assunta Schiavone. Più tardi, data la difficoltà di pronuncia del suo cognome nella lingua filippina, adotta il cognome d'arte De Rossi.

### Vita privata
Il 14 dicembre 2002 si unisce in rito civile con il politico negrense Julio “Jules” Ledesma IV. La coppia si sposa al Sanctuario de San Antonio di Makati nel marzo 2004. Nel 2016 l'attrice dichiara di avere il leiomioma dell'utero. Nel 2020 dà alla luce la figlia Fiore.

## Filmografia parziale

### Cinema
- Medrano (1997)
- Sa Kabilugan ng Buwan (1997)
- Sabi Mo Mahal Mo Ako Wala ng Bawian (1997)
- Ibulong Mo sa Diyos 2 (1997)
- Sige Subukan Mo (1998)
- Hangga't Kaya Kong Lumaban (1998)
- Sumigaw Ka Hanggang Gusto Mo (1999)
- Kanang kanay: Ituro Mo, Itutumba Ko (1999)
- Ikaw Lamang (1999)
- Tugatog (2000)
- Baliktaran (2000)
- Red Diaries (2001)
- Sisid (2001)
- Hubog, regia di Joel Lamangan (2001)
- Kilabot at Kembot (2002)
- Jologs, regia di Gilbert Perez (2002)
- Bahid (2002)
- Pinay Pie (2003)
- Mourning Girls (2006)
- Beauty in a Bottle, regia di Antoinette Jadaone (2014)
- Crazy Beautiful You, regia di Mae Cruz-Alviar (2015)
- The Super Parental Guardians, regia di Joyce Bernal (2016)

### Televisione
- Ober Da Bakod, sitcom (1995)
- Beh! Bote nga!, sitcom (1999)
- Mula Sa Puso, serie TV (2011)
- María la del Barrio, telenovela (2011-2012)
- Be Careful With My Heart, serie TV (2013-2014)
- You're My Home, serie TV (2016)
- Dear Uge, serie TV (2016)
- Magkaibang Mundo, serie TV (2016)
- Impostora, serie TV (2017)

## Programmi televisivi
- That's Entertainment (GMA Network, 1995)
- Bubble Gang (GMA Network, 1995)